# Acanthurus guttatus

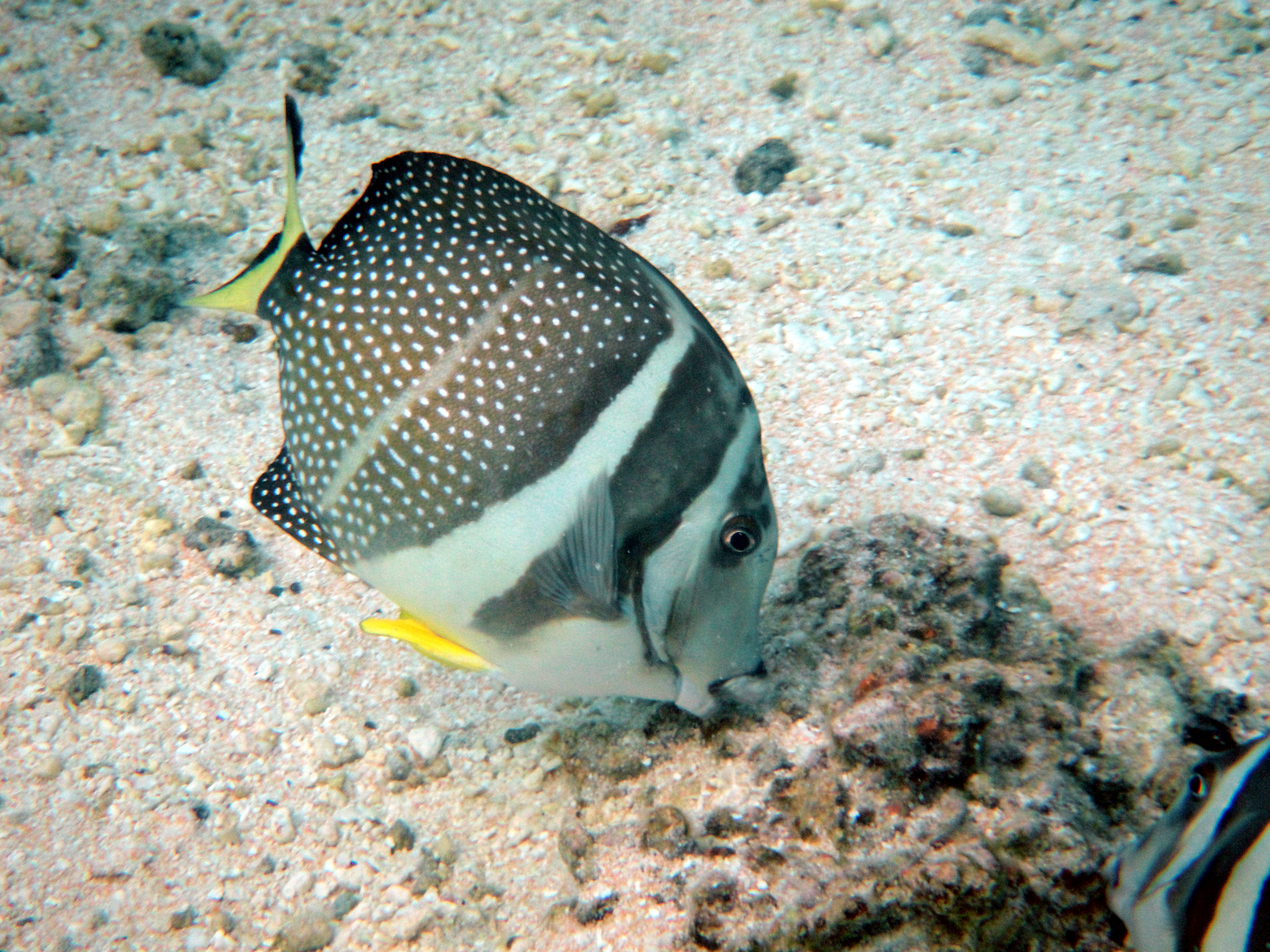
Acanthurus guttatus

Acanthurus guttatus és una espècie de peix pertanyent a la família dels acantúrids.

## Descripció
- Pot arribar a fer 26 cm de llargària màxima.
- 9 espines i 27-30 radis tous a l'aleta dorsal i 3 espines i 23-26 radis tous a l'anal.
- Aletes pèlviques de color groc brillant.[3]

## Alimentació
Es nodreix d'algues.

## Hàbitat
És un peix marí, associat als esculls i de clima tropical (30°N-30°S) que viu entre 1 i 6 m de fondària.

## Distribució geogràfica
Es troba des de les illes oceàniques de l'Índic occidental fins a les illes Hawaii, les illes Marqueses, les Tuamotu, les illes Ryukyu, Nova Caledònia i l'illa Rapa.

## Costums
És bentopelàgic.

## Observacions
És inofensiu per als humans.